# 성공회 기도서
성공회 기도서(聖公會祈禱書, Book of Common Prayer)는 성공회에서 감사성찬례와 성사(성례전) 등의 전례 또는 예전 집전에 사용하는 전례글을 말한다. 평신도들이 기독교의 전례(Liturgy)와 성사내용을 이해할 수 있도록 하는 것이 목적이며, 성공회의 전례는 성공회 기도서에 뿌리를 두고 있다. 성공회 공동기도문(줄여서 공도문), 공동기도서라고도 했지만, 2004년 개정되면서 성공회기도서가 공식명칭이다.

## 역사

### 영어 성공회 기도서

#### 잉글랜드 성공회판 영어 성공회 기도서

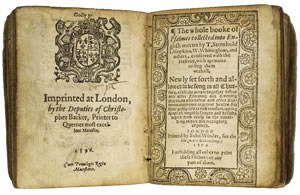
1596년판 잉글랜드 성공회판 영어 성공회 기도서

성공회 최초의 기도서인 영문 성공회기도서는 캔터베리 대주교 토머스 크랜머에 의해서 1549년 성령강림주일에 처음으로 등장했다. 당시 크랜머 대주교는 잉글랜드 성공회신자들이 이해하기 어려운 라틴어가 아닌, 일상언어인 영어로 감사성찬례를 드릴 수 있도록 하기 위해서 영문 성공회 기도서를 작성했는데, 복잡하고 라틴말로 써서 이해하기 어려운 기존 기도서를 대체하려는 목적도 있었다. 한국 상황에 맞게 비유하면, 한문이 아닌 한글로 기도서를 써서 평신도들이 전례를 쉽게 이해하도록 배려한 것이다. 이후 영문 성공회 기도서는 '피의 메리'로 불린 메리 1세의 개신교에 대한 탄압정책으로 잉글랜드 교회에서의 사용이 금지되었으나, 1559년 엘리자베스 1세 당시 개정을 거쳐 부활하였다.

#### 스코틀랜드 교회와 공동 기도서[1]
1637년에 발행된 공동기도서는 스코틀랜드 교회의 역사에 큰 행적을 일으켰다.  17세기에 스코틀랜드에서는 존 녹스가 만든 < 공동 순서서 >가 사용되고 있었는 데,  찰스 1세는 잉글랜드와 스코틀랜드가 같은 정체성을 같기 위해 공동기도서를 강요하도록 원하였다.  그는 대주교였던  윌리엄 로드와 함께 그 일을 행하였으나 결국, 스코틀랜드의 강한 저항에 부딪혀 그 때부터 언약도가 발현하게 되었다.

### 대한성공회 한국어 기도서

#### 명칭
대한성공회에서는 1965년판 공동기도문의 영향으로 한때 공도문(공동기도문) 또는 공동기도서라고 했으나, 2004년 성공회 기도서가 개정되면서 지금은 성공회 기도서 또는 기도서라고 한다.

#### 1965년 공도문
대한성공회에서는 1965년 8월 15일에 한글 '성공회 공동기도문'(공도문)을 제작하였으며, 1994년에 1982년 대한 성공회 제7차 전국의회 주교원에서 사용해도 된다고 허락받은 미사예문이 들어간 성공회 공동기도문이 출판되었다.

#### 2004년 성공회 기도서
2004년 개정된 '성공회 기도서'에서는 1965년판 성공회 공동기도문과는 달리 성사를 7개에서 2개(세례성사, 성체성사)로 구분하고 있으며, 1965년판 성공회 기도서에서는 성사로 인정받은 5개 성사(혼배성사, 견진성사, 고해성사, 조병성사, 서품성사)는 모두 성사적 예식으로 구분한다. 문체도 이해하기 쉽도록 바뀌었으며, '천주'도 공동번역성서의 번역에 따라 '하느님'으로 바꾸었다. 성공회가 종교개혁이전부터 지켜온 전통적인 축일(祝日)이외에 교파를 초월해, 디트리히 본회퍼처럼 기독교역사발전에 공헌한 분들을 기리는 기념일을 설정했으며, 예배에 사용되는 표준성서는 1994년 부분수정판 성공회 공동기도문의 미사예문과 마찬가지로 공동번역성서를 사용한다.

#### 2018년 성공회 기도서

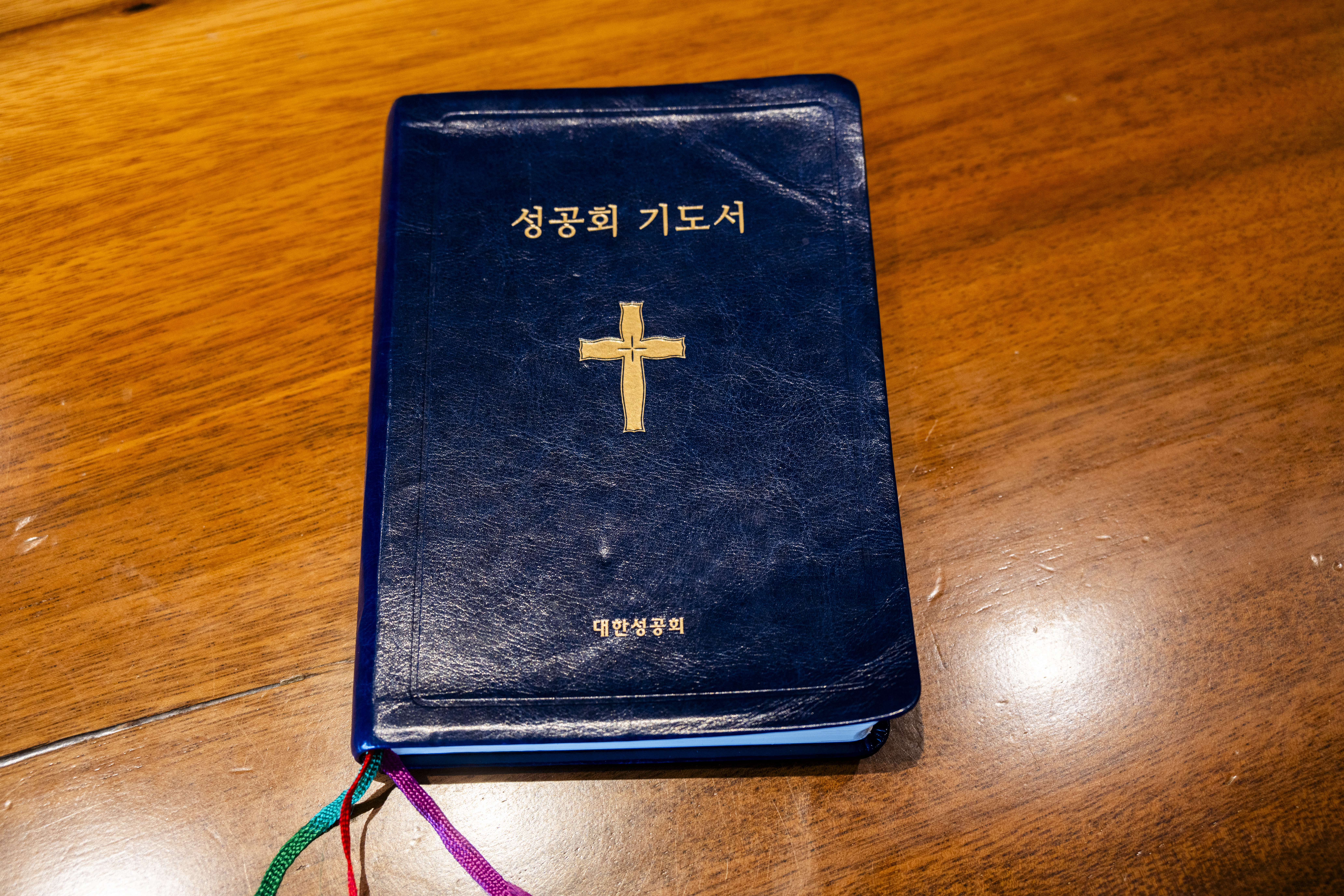
한국어 성공회 기도서 2018년판

현재 대한성공회가 사용하는 기도서는 2018년에 2004년판을 다시 개정한 판본이다. 2004년 판본에서 큰 틀의 변화는 없지만, 대표적인 변화는 "주께서"라는 표현이 일제히 "주님께서"로 변경한 것과 "나"로 언급된 부분을 "저"로 변경된 것이다.
2021년 이전까지는 대외적으로 판매하지 않았지만, 2021년부터는 성공회 기도서의 외부 판매가 허용되면서 시중에서 구입할 수 있는 성공회 기도서는 2018년판 성공회 기도서이다.

## 주된 영향
- 감리교의 창시자인 존 웨슬리는 그의 개인적 묵상시간과 공적 사역에 두루 이 기도서를 사용하였다.[2]

## 같이 보기
- 공동번역성서
- 대한성공회
- 포스 힐라론